# قتل در روح

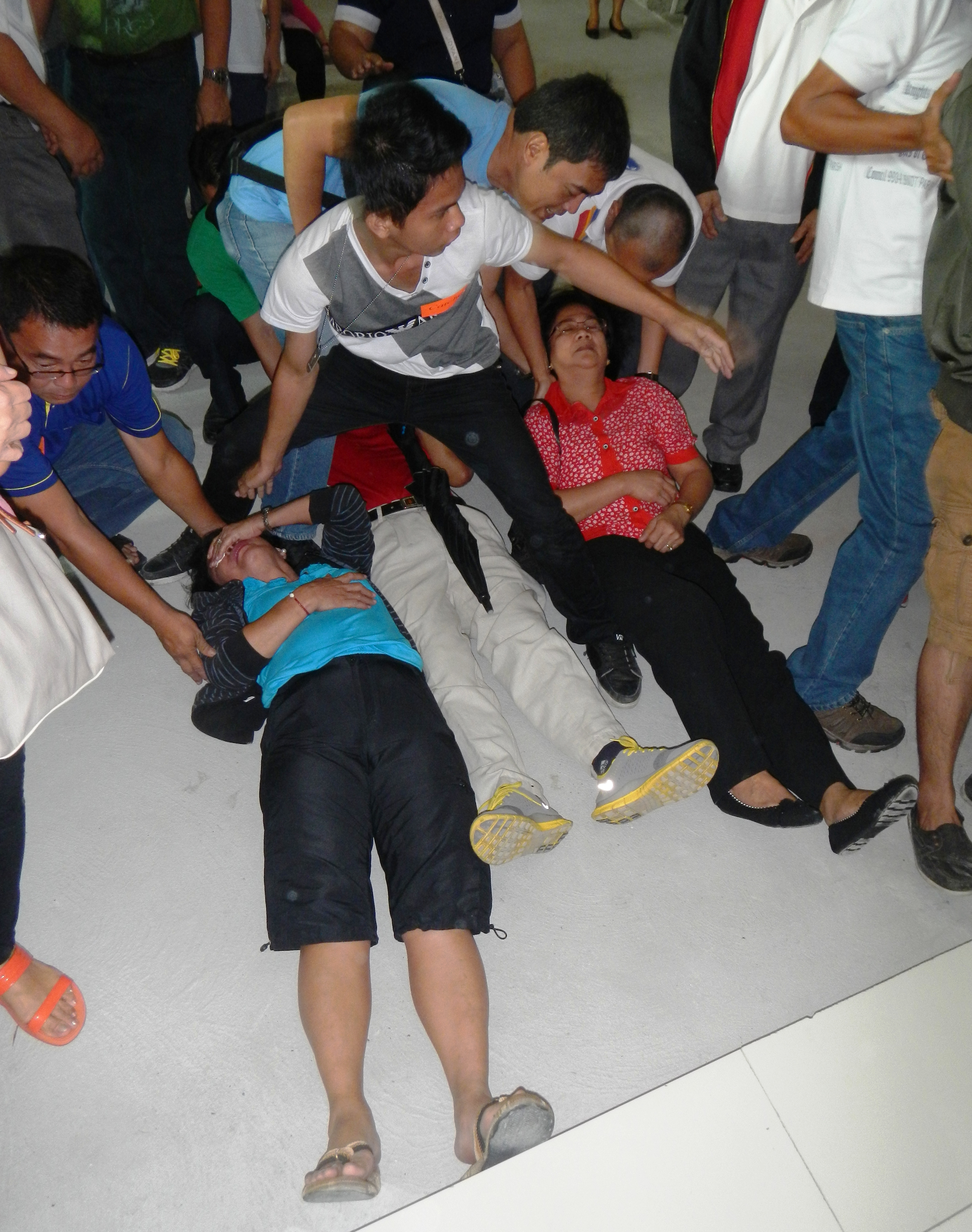
مردم پس از دریافت دعا از سوی شفادهنده ایمان و کشیش کاتولیک فرناندو سوارز دچار «قتل در روح» شده‌اند.

قتل در روح (انگلیسی: Slain in the Spirit) اصطلاحاتی هستند که توسط پنطیکاستیسم و مسیحیت کاریزماتیک برای توصیف نوعی از سجده استفاده می‌شوند که در آن فرد هنگام تجربه وجد مذهبی روی زمین می‌افتد. مؤمنان این رفتار را به قدرت روح القدس در مسیحیت نسبت می‌دهند.